# نانو رایانه
نانو رایانه یا نانو کامپیوتر  (به انگلیسی: Nanocomputer) به رایانه ای کوچکتر از ریزرایانه اطلاق می‌شود که کوچکتر از رایانه کوچک است.
اجزای ریزالکترونیک که در هسته تمام دستگاه‌های الکترونیکی مدرن قرار دارند از ترانزیستورهای نیمه هادی استفاده می‌کنند. واژه نانو رایانه به‌طور فزاینده ای برای اشاره به دستگاه‌های محاسباتی عمومی با اندازه‌های قابل مقایسه با کارت اعتباری استفاده می‌شود. رایانه‌های تک برد مدرن مانند رزبری پای و گامستیکس در این طبقه‌بندی قرار می‌گیرند. احتمالاً تلفن‌های هوشمند و تبلت‌ها نیز به عنوان نانو رایانه‌ها طبقه‌بندی می‌شوند.

## رایانه‌های آینده با ویژگی‌های کوچکتر از ۱۰ نانومتر
شکنج دای از حدود سال ۱۹۷۰ کم و بیش مداوم بوده است. چند سال بعد، فرایند ۶ میکرومتری اجازه ساخت رایانه‌های رومیزی را داد که به عنوان ریزرایانه شناخته می‌شوند. قانون مور در ۴۰ سال آینده ویژگی‌هایی به اندازه ۱/۱۰۰ یا ده هزار برابر ترانزیستور در هر میلی‌متر مربع به ارمغان آورد و تلفن‌های هوشمند را در هر جیب قرار داد. در نهایت رایانه‌هایی با قطعات اساسی ساخته می‌شوند که بزرگتر از چند نانومتر نیستند.
نانو رایانه‌ها ممکن است به روش‌های مختلفی ساخته شوند، با استفاده از فناوری نانو مکانیکی، الکترونیکی، بیوشیمیایی یا کوانتومی. قبلاً بین توسعه‌دهندگان سخت‌افزار اتفاق نظر وجود داشت که بعید است که نانو رایانه‌ها از ترانزیستورهای نیمه‌رسانا ساخته شوند، زیرا به نظر می‌رسد زمانی که به اندازه‌های کمتر از ۱۰۰ نانومتر کوچک می‌شوند، عملکرد کمتری دارند. با این وجود در آوریل ۲۰۱۲ توسعه دهندگان ویژگی‌های ریزپردازنده را به ۲۲ نانومتر کاهش دادند. علاوه بر این، چشم‌انداز فناوری اینتل ۵ تا سال ۲۰۲۲ اندازه ویژگی‌ها را تا ۵ نانومتر پیش‌بینی می‌کند. نقشه راه فناوری بین‌المللی برای نیمه هادی‌ها در دهه ۲۰۱۰ یک اجماع صنعتی در مورد مقیاس بندی ویژگی‌ها بر اساس قانون مور ایجاد کرد. طول پیوند سیلیکون ۲۳۵٫۲ پیکومتر است، به این معنی که یک ترانزیستور با عرض ۵ نانومتر ۲۱ اتم سیلیکون عرض خواهد داشت.